# De dienstweigeraar
De dienstweigeraar is een hoorspel van Ian Rodger. De BBC zond A Voice Like Thunder uit in het programma The Monday Play op 24 juni 1963. Het werd vertaald door Gérard van Kalmthout. De KRO zond het uit op 27 augustus 1968, van 21.25 uur tot 22.30 uur (met een herhaling op 22 augustus 1969). De regisseur was Léon Povel.

## Rolbezetting
- Hans Veerman (soldaat Ted Harris)
- Jaap Hoogstraten (hospik & aalmoezenier)
- Tim Beekman (dokter & luitenant Ellis)
- Eva Janssen (zuster)
- Harry Bronk (soldaat Joe Barlow)
- Harry Emmelot (sergeant)
- Huib Orizand (soldaat Austin)
- Bert van der Linden (soldaat Smith)
- Willy Ruys (kolonel Baker)
- Frans Somers (luitenant Markham)
- Jan Borkus (soldaat Scullion)
- Tonny Foletta (soldaat Wateley)

## Inhoud
Dit spel verplaatst ons naar een etappepost nabij het front in Frankrijk in 1917. Een aantal gewonden gaat op transport voor behandeling en herstel. De soldaten verwachten daarna een periode van verlof, maar de situatie aan het front is zo ernstig dat er geen man gemist kan worden. De Engelse gewonden mogen niet naar huis, maar moeten onmiddellijk na hun herstel terug naar hun onderdelen. Dit wekt verontwaardiging bij de gedupeerden, die dachten dat de eindbestemming van hun hospitaaltrein een Franse haven zou zijn.